# Tête de l'Estrop
Tête de l'Estrop (2961 m n. m.) je hora v Provensalských Alpách. Leží na území Francie v regionu Provence-Alpes-Côte-d'Azur nedaleko hranic s Itálií. Je to nejvyšší hora Provensalských Alp. U jejího úpatí pramení řeka Bléone, přítok Durance. Na vrchol je možné vystoupit z vesnic Prads-Haute-Bléone a Méolans-Revel v dolině Vallon du Laverq. Tětě je nejsevernější bod hory.